# Helge Pahlman
Helge Pahlman, född 10 maj 1911 i Helsingfors, död 7 augusti 1976 i Helsingfors, var en finländsk orkesterledare, dirigent, kapellmästare, lärare, dragspelare, saxofonist, violinist, gitarrist och banjoist.

## Biografi
Pahlman gjorde sina första offentliga framträdanden som femåring, då han spelade mandolin med sina föräldrar i Helsingfors. Tre år senare började han studera violin vid Helsingfors konservatorium. Han förflyttades senare till Konstuniversitetets Sibelius-Akademi. Sin musikaliska karriär började Pahlman på caféer och biografer i den finska huvudstaden. 1926 blev Pahlman professionell musiker och 1929 ingick han i orkestern Dallapé, där han medverkade fram till 1955. Han blev sedan en viktig lärare och kapellmästare vid Dallapé-college 1933-1939. Bland hans elever märks Viljo Vesterinen. Pahlman arbetade som orkesterledare för en 50 manstark studentkör. Arbetet lade ned 1955, vartefter Pahlman organiserade en egen orkester, i vilken även hans fotbollsspelande son Kai var framstående pianist.
Helge Pahlman medverkade sedan i TV-sändningar och hans inspelningar gavs ut på CD.